# Robert Solow
Robert Merton Solow (Brooklyn, Nueva York, 23 de agosto de 1924-Lexington, Massachusetts, 21 de diciembre de 2023) fue un economista estadounidense galardonado con el Premio Nobel en 1987, cuyos trabajos sobre la teoría del crecimiento económico culminaron en el modelo de crecimiento exógeno que lleva su nombre.
Fue Profesor Emérito de Economía en el Instituto Tecnológico de Massachusetts, donde fue catedrático desde 1949. Recibió la Medalla John Bates Clark en 1961, el Premio Nobel de Economía en 1987, y la Medalla Presidencial de la Libertad en 2014[33]. Cuatro de sus estudiantes de doctorado, George Akerlof, Joseph Stiglitz, Peter Diamond y William Nordhaus, recibieron posteriormente el Premio Nobel de Economía por derecho propio, mientras que un estudiante de Solow, H. Robert Horvitz, ganó el de Medicina.

## Biografía
Robert Solow nació en Brooklyn, Nueva York, el 23 de agosto de 1924, siendo el mayor de tres hermanos. Se educó en las escuelas públicas de la ciudad y desde niño destacó académicamente. En septiembre de 1940 ingresó en Harvard con una beca. Allí estudió, entre otras materias, sociología, antropología y economía elemental.
A finales de 1942, Solow abandonó la universidad y se alistó en el ejército. Sirvió en el norte de África e Italia durante la Segunda Guerra Mundial. Fue licenciado en 1945.
Volvió a Harvard en 1945 y estudió con Wassily Leontief, a quien ayudó como asistente a calcular el primer conjunto de coeficientes técnico de las tablas input-output. A partir de este momento se interesó por los modelos estadísticos. En 1950, logró una plaza como profesor en la Universidad de Columbia para estudiar estas materias en profundidad. En los años de 1949-50 preparó su tesis doctoral que trató sobre la distribución de la renta salarial usando como herramienta procesos de Márkov.
En 1949, se trasladó al MIT (Instituto Tecnológico de Massachusetts) donde impartió cursos de econometría y 
estadística. Allí, el interés de Solow se desplazó gradualmente hacia la macroeconomía. Durante 40 años, junto a Paul Samuelson, trabajó en varias teorías notables como la programación lineal (1958) o la curva de Phillips (1960).

## Contribución a la teoría económica

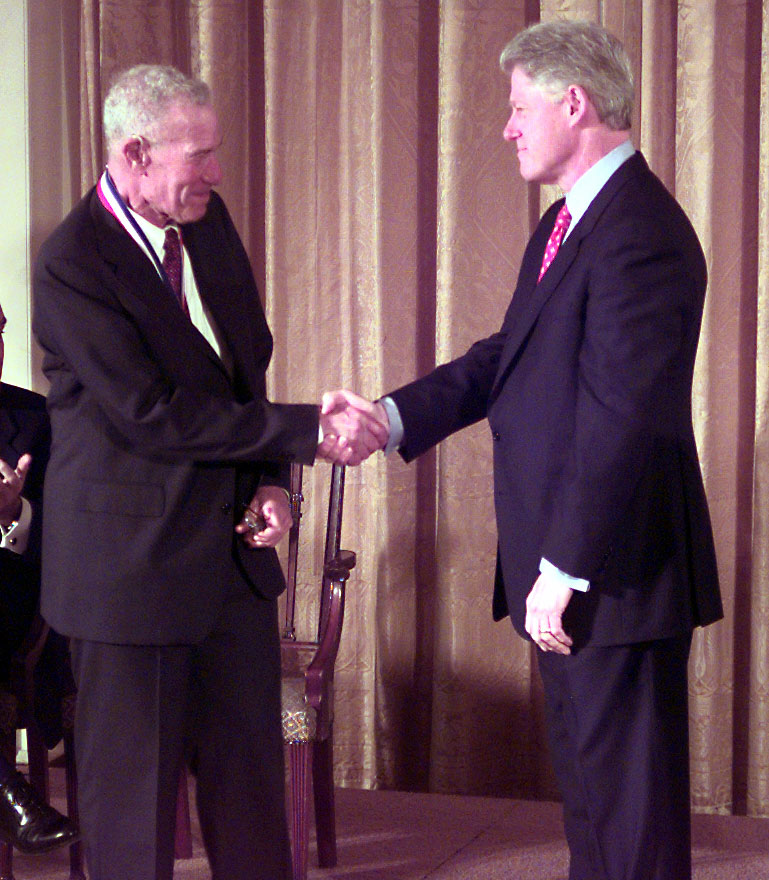
Robert Solow y Bill Clinton

Realizó estudios econométricos sobre las inversiones en ' capital fijo ' y sobre el impacto de la tecnología en el aumento de la productividad, cabe resaltar que él lo tomó únicamente como un residuo, nunca buscó precisar su variable endógena en términos relacionados con tecnología. Participó destacadamente en el gran Debate de las dos Cambridge. 
Para Solow, el factor clave para lograr el crecimiento económico es el progreso técnico, que determina los salarios reales. Su modelo de crecimiento neoclásico es un modelo claramente dinámico donde el ahorro desempeña un importante papel. Con él, Solow calculó que cuatro quintas partes del crecimiento estadounidense eran atribuibles al progreso técnico. El análisis de Solow muestra que en los países avanzados la innovación tecnológica contrarresta los rendimientos decrecientes, obteniendo más producción, aún con la misma cantidad de capital y trabajo.
Solow consideraba que siendo el incremento de la desigualdad social un efecto lateral no deseado del crecimiento económico, este puede contrarrestarse mediante un gran énfasis en la inversión en capital humano y compatibilizar un rápido incremento de la productividad con dosis crecientes de impuestos.

## Obras principales
- 1956. "A Contribution to the Theory of Economic Growth"; Quarterly Journal of Economics 70: 65-94.
- 1957. "Technical Change and the Aggregate Production Function"; Review of Economics and Statistics 39: 312-20.
- 1958. Linear Programming and Economic Analysis. Programación lineal y análisis económico; Madrid: Editorial Aguilar, 1960. (Coautor, con Robert Dorfman y Paul Samuelson).
- 1962. "Technical Progress, Capital Formation, and Economic Growth"; The American Economic Review '52 (2): 76-86.
- 1963. Capital Theory and the Rate of Return.
- 1964. Sources of Unemployement in the United States.
- 1969. Growth Theory: An Exposition. La teoría del crecimiento: una exposición; Fondo de Cultura Económica; Traducido por José Mendoza, 1976 ISBN 84-375-0064-8   - Traducido por Eduardo L. Suárez, 1992 ISBN 968-16-3703-8
- 1970. Price Expectations and the Behavior of the Price Level.
- 1974. "The Economics of Resources or the Resources of Economics"; The American Economic Review 64: 1-14.
- 1980. On Theories of Unemployment.
- 1992. The Labor Market as a Social Institution. El mercado de trabajo como institución social; Alianza Editorial, 2007.
- 1993. Crecimiento y equidad: Cómo hacer economía y enseñarla; Editorial Universitaria. ISBN 956-11-0957-3
- 1997. What is Labor Market Flexibility: What is it good for?.
- 1997. The Nature of Consume Price Indices.
- 2000. Neoclassical Growth Theory.